# Кариани, Джованни
Джованни Кариани, наст. имя Джованни Буси (итал. Giovanni Cariani; ок. 1485—1490, Сан-Джованни-Бьянко, Бергамо — 26 ноября 1547, Венеция) — живописец эпохи итальянского Возрождения, представитель венецианской школы, «джорджонеск».

## Жизнь и творчество
О творчестве Дж. Кариани, как о живущем в Венеции живописце, впервые упоминается в 1509 году. Предположительно, изучал искусство в Венеции — возможно, у различных мастеров. Ранние произведения Кариано не сохранились либо до сих пор не идентифицированы. Ряд работ его указывают на творческое влияние Дж. Беллини (например, Мадонна с голубями из собора в Бергамо). Другие картины Кариани показывают воздействие таких мастеров, как Лоренцо Лотто и Пальма иль Веккьо, у которого он, предположительно, учился некоторое время. Начиная с 1515 года, в его работах всё более узнаются черты школы Джорджоне. В то же время появляются качества, присущие полотнам Тициана, Доссо Досси и Джулио Кампаньолы.
В 1514 году художник выполнил первый свой крупный заказ — по украшению соборной церкви в Валь-Серианна близ Бергамо. В дальнейшем он неоднократно посещал этот город. В 1517 году вступил в гильдию художников Венеции. В том же году вместе с женой уехал в Бергамо, где получил заказ на алтарную картину для местной церкви Сан-Готтардо. Последующие годы были наиболее плодотворными и удачными. Вершины своего творчества художник достиг, написав в 1519 году Портрет семьи Альбини. В 1523 году вернулся в Венецию. В последующие годы он стал одним из самых плодовитых и успешных художников Венеции. Лишь в последний период жизни качество его полотен несколько снизилось: уменьшилась яркость красок, в изображаемых фигурах угадывается некая схематичность.
В период между 1528 и 1532 годом отсутствуют всякие указания на пребывание Кариани в Венеции. Поэтому ряд исследователей предполагают, что в это время он жил в Бергамо. В 1536 году он женился вторично, в том же году умер его отец.
Дж. Кариани оставил после себя большое творческое наследие. Написанные им полотна ныне хранятся в крупнейших музеях Санкт-Петербурга (Государственный Эрмитаж), Парижа (Лувр), Лос-Анджелеса (музей Поля Гетти), Лондона, Берлина, Сан-Франциско, Дублина, Хьюстона, Милана («Пинакотека Брера»), Рима, Марселя, Страсбурга, Турина, Амстердама, Варшавы, Бергамо и других городов.

## Галерея
- Портрет отдыхающей девушки с белой собакой (1510–1512)
- Св. Себастьян, св. Рох и св. Маргарита (1520)
- Мадонна на троне в окружении ангелов и святых (1517–1518)
- Четыре куртизанки и три кавалера (1519)
- Христос и блудница
- Концерт
- Портрет астронома
- Портрет мужчины с книгой
- Печальная весть для Марии
- Мужской портрет